# Andy Capicik
Andrew „Andy” Capicik (ur. 22 marca 1973 w Toronto) – kanadyjski narciarz, specjalista narciarstwa dowolnego. Jego największym sukcesem jest brązowy medal w skokach akrobatycznych wywalczony na mistrzostwach świata w Iizuna. Jego najlepszym wynikiem olimpijskim jest 4. miejsce w skokach akrobatycznych na igrzyskach olimpijskich w Lillehammer. Najlepsze wyniki w Pucharze Świata osiągnął w sezonie 1996/1997, kiedy to zajął 7. miejsce w klasyfikacji generalnej, a w klasyfikacji skoków akrobatycznych był drugi. W sezonie 1997/1998 był trzeci w klasyfikacji skoków akrobatycznych.
W 2002 r. zakończył karierę.

## Osiągnięcia

### Igrzyska olimpijskie
| Miejsce | Dzień     | Rok  | Miejscowość    | Konkurencja        | Zwycięzca            |
| ------- | --------- | ---- | -------------- | ------------------ | -------------------- |
| 4.      | 24 lutego | 1994 | Lillehammer    | Skoki akrobatyczne | Andreas Schönbächler |
| 12.     | 18 lutego | 1998 | Nagano         | Skoki akrobatyczne | Eric Bergoust        |
| 8.      | 19 lutego | 2002 | Salt Lake City | Skoki akrobatyczne | Aleš Valenta         |

### Mistrzostwa świata
| Miejsce | Dzień       | Rok  | Miejscowość | Konkurencja        | Zwycięzca         |
| ------- | ----------- | ---- | ----------- | ------------------ | ----------------- |
| 18.     | 14 marca    | 1993 | Altenmarkt  | Skoki akrobatyczne | Philippe LaRoche  |
| 5.      | 19 lutego   | 1995 | La Clusaz   | Skoki akrobatyczne | Trace Worthington |
| 3.      | 9 lutego    | 1997 | Iizuna      | Skoki akrobatyczne | Nicolas Fontaine  |
| 17.     | 13 lutego   | 1999 | Meiringen   | Skoki akrobatyczne | Philippe LaRoche  |
| 16.     | 20 stycznia | 2001 | Whistler    | Skoki akrobatyczne | Alaksiej Hryszyn  |

#### Miejsca w klasyfikacji generalnej
- sezon 1992/1993: 21.
- sezon 1993/1994: 17.
- sezon 1994/1995: 39.
- sezon 1995/1996: 30.
- sezon 1996/1997: 14.
- sezon 1997/1998: 7.
- sezon 1998/1999: 14.
- sezon 1999/2000: 38.
- sezon 2000/2001: 8.
- sezon 2001/2002: 28.

#### Miejsca na podium
1. Whistler Blackcomb – 10 stycznia 1993 (Skoki akrobatyczne) – 1. miejsce
2. La Plagne – 26 lutego 1993 (Skoki akrobatyczne) – 1. miejsce
3. Altenmarkt – 5 marca 1994 (Skoki akrobatyczne) – 3. miejsce
4. Hasliberg – 13 marca 1994 (Skoki akrobatyczne) – 3. miejsce
5. Kirchberg – 20 lutego 1997 (Skoki akrobatyczne) – 3. miejsce
6. Altenmarkt – 6 marca 1997 (Skoki akrobatyczne) – 3. miejsce
7. Altenmarkt – 7 marca 1997 (Skoki akrobatyczne) – 3. miejsce
8. Mount Buller – 1 sierpnia 1997 (Skoki akrobatyczne) – 3. miejsce
9. Piancavallo – 16 grudnia 1997 (Skoki akrobatyczne) – 1. miejsce
10. Châtel – 1 marca 1998 (Skoki akrobatyczne) – 3. miejsce
11. Tignes – 12 grudnia 1998 (Skoki akrobatyczne) – 3. miejsce
12. Mont Tremblant – 8 stycznia 1999 (Skoki akrobatyczne) – 2. miejsce
13. Mont Tremblant – 10 stycznia 1999 (Skoki akrobatyczne) – 2. miejsce
14. Mount Buller – 13 sierpnia 2000 (Skoki akrobatyczne) – 3. miejsce
15. Mount Buller – 8 września 2001 (Skoki akrobatyczne) – 3. miejsce

- W sumie 3 zwycięstwa, 2 drugie i 10 trzecich miejsc.